# Лампа и дымоход
«Лампа и дымоход» — российский литературно-художественный журнал, издающийся в Москве с 2011 по 2013 год с периодичностью 4 раз в год. В 2010 году журнал существовал только в электронной версии в Интернете. Объём журнала 240—280 страниц.

## Описание
Издание публиковало форматную и неформатную литературу всех жанров, направлений, течений, школ. Авторы журнала — это известные писатели, критики, преподаватели высших учебных заведений, научные сотрудники, а также начинающие авторы, пишущие на русском языке.
В журнале «Лампа и дымоход» среди прочих публиковались Константин Кедров-Челищев, Евгений Степанов, Евгений В. Харитоновъ, Игорь Иртеньев, Ирина Бессарабова, Павел Басинский, Вера Павлова, Наринэ Абгарян, Екатерина Дьячкова, Алексей Антонов, Николай Калиниченко.

## История журнала
Журнал был основан студентом Литературного института имени А. М. Горького (семинар М. П. Лобанова) — Германом Арзумановым. В 2010 году в работе над журналом принимали участие Герман Арзуманов, Алексей Залесский, Кирилл Фомин, Евгения Коробкова, Саша Петров. В последующем состав редакционной коллегии менялся, при этом неизменным оставался творческий союз Германа Арзуманова и Алексея Залесского.
Презентация печатной версии журнала прошла в феврале 2011 года в Центральном доме литераторов при поддержке Московской городской организации Союза писателей России. В рамках презентации состоялся творческий вечер, на котором выступили поэты Игорь Иртеньев, Николай Калиниченко, пианист Станислав Корчагин.
Журнал имеет два приложения: дискуссионный клуб Время ЛД и специальное приложение для авангардной (или модернистской) литературы ЛД Аvангард. 
В 2011 году Московская городская организация Союза писателей России наградила редакторов Германа Арзуманова и Алексея Залесского литературной премией имени А. П. Чехова за деятельность журнала «Лампа и дымоход».